# Palazzo di Città (Asti)
(Niccola Gabiani, Le torri, le case-forti ed i palazzi nobili medievali in Asti, Pinerolo, 1906, pg. 182)
Il palazzo di Città di Asti o Palazzo Civico è un edificio barocco sede del consiglio comunale della città di Asti e degli uffici del sindaco, è anche la sede del Consiglio del Palio di Asti.
Di origine medievale, è stato sede del comune in diversi periodi. Dal 1558, lo è definitivamente, quando Emanuele Filiberto di Savoia donò l'edificio alla comunità astigiana.
Venne ristrutturato e ampliato nel Settecento dall'architetto Benedetto Alfieri, è situato in piazza San Secondo a fianco dell'omonima collegiata dedicata al patrono della città.

## Origini
Già agli albori della sua nascita il Comune di Asti stabilì la sede privilegiata delle proprie funzioni accanto alla chiesa di San Secondo, utilizzando disinvoltamente sia gli edifici del complesso religioso, sia un'area recintata ad esso attigua, definita cortina Sancti Secundi. Analogamente a quanto succedeva nei "broletti" delle città lombarde, in quest'ultima già dal 1161 risulta operante una domus consulum (casa dei consoli), dotata di portici ed adibita alle attività delle magistrature cittadine. Doveva trattarsi di un edificio di dimensioni modeste, se dal 1197 fu affiancata dalla domus nova Curiae communis più qualificata e spaziosa, adatta ad accogliere degnamente le riunioni del Consiglio cittadino. A partire dall'anno 1198 le funzioni pubbliche del Comune cominciano ad essere suddivise in modo cadenzato e regolare fra il polo di San Secondo e quello della Cattedrale, fino ad allora rimasto escluso dalla gestione laica del potere cittadino. 

Il Palazzo di Città inizio XX secolo.

Dal 1201 la chiesa di San Giovanni del Duomo diventa sede dei consigli cittadini per sei mesi l'anno; dal 1235 le attività comunali verranno trasferite nell'attiguo palazzo detto "delle Volte del Duomo", ancora esistente e noto oggi come "Chiostro dei Canonici". Poco prima del 1250 nell'area pubblica accanto alla chiesa del Santo sorse un nuovo edificio più imponente, "moderno" e funzionale , denominato  "Volte di San Secondo del Mercato" o Palatio novo comunis.
L'edificio era di proporzioni considerevoli, visto che nel 1295, parteciparono ad un consiglio più di 300 cittadini, misurava circa 30 metri di larghezza e 14 di profondità.
Al piano terra, presentava un portico aperto su ogni lato che divideva la piazza del mercato dal cortile del palazzo. Era costituito da una doppia fila di volte a crociera rette da arcate a tutto sesto in conci di arenaria e cotto alternati, impostate su robusti pilastri cruciformi e poderosi capitelli in pietra scolpita. Alcune strutture di questo portico, esigue ma significative, sono visibili nel seminterrato dell'attuale Municipio e nelle prime due campate della navata sinistra di San Secondo.
Al piano superiore vi era un'unica grande sala utilizzata per i consigli cittadini. Come dimensioni, collocazione e struttura, l'edificio doveva ricordare molto da vicino il celebre broletto di Como.
In epoca più tarda, verso il 1335 gli altri edifici preesistenti a fianco del palazzo che delimitavano la Curia communis furono ristrutturati ed ampliati per ricavare il Palazzo del Popolo, poi diventato sede del Podestà alla fine del Trecento con la torre civica ben rappresentata ancora nella carta del Theatrum Sabaudiae del XVII secolo. Questa costruzione su cui era stato installato anche il primo orologio cittadino, crollò il 19 febbraio 1680 alle ore 22 causando la morte di alcuni cittadini e la distruzione di una parte degli edifici comunali.

## Decadimento del palazzo
Ad Asti, la prima domenica di settembre si corre il Palio in onore del martire e patrono San Secondo.

Il lunedì successivo la corsa, uno "stroppo", cioè una rappresentanza del sodalizio vincitore del Palio, preceduto dal proprio rettore e vessillifero, consegna la bandiera di appartenenza al sindaco, che per tutto l'anno paliesco sarà esposta sul balcone laterale del Palazzo di Città verso la Collegiata di San Secondo come segno di supremazia cittadina. Dal 2012 però, grazie ad una modifica introdotta dal Consiglio del Palio nel proprio Statuto, (organo istituzionale che riunisce periodicamente, i rettori dei vari Comitati che partecipano alla Corsa) tale cerimonia si svolgerà la sera stessa della prima domenica di settembre a conclusione della finale del Palio, dopo aver appena ricevuto in consegna da parte delle mani del Sindaco il drappo. Il Borgo, Rione o Comune vincitore, avrà così l'onore di esporre subito sul balcone laterale la bandiera di appartenenza e, sia di poter salire nello scalone di Palazzo Civico e festeggiare col gruppo del Comitato che rappresentano sul balcone principale che s'affaccia alla Piazza, ed assieme ai propri beniamini e sostenitori, la conquista dell'ambito trofeo.
In seguito alla dominazione Orleanese, il centro di potere si spostò dal palazzo comunale di piazza san Secondo al palazzo Ducale un tempo dei Troya, di fianco alla torre omonima.

Quando nel 1422, Filippo Maria Visconti trasferì il governatore della città nel castello della nuova cittadella, il palazzo Ducale divenne la nuova sede del Comune.
Intorno al 1470 la sede comunale si spostò in via dei Cappellai nel palazzo conosciuto come del Podestà, per destinare il palazzo Ducale e le sue pertinenze ai mercanti dato che divenne la sede permanente delle Fiere di Asti.
L'antico Palazzo Comunale di piazza san Secondo era nel frattempo diventata la sede del Podestà e del collegio notarile, ma alla fine del XVI secolo il decadimento della città portò inevitabilmente anche al degrado del palazzo con lo spostamento del Podestà e dei suoi funzionari in residenze private appositamente affittate dalle più eminenti famiglie cittadine.
Il cortile del palazzo divenne stalla e parcheggio per muli ,asini e cavalli e l'edificio divenne la sede del corpo di guardia.

## La donazione dei Savoia
Nel 1558, il duca Emanuele Filiberto diventato signore della città accondiscese alle richieste di donare il palazzo e le sue pertinenze in modo definitivo alla città.
Il comune riutilizzò l'edificio come propria sede permettendo la costruzione di alcune botteghe a ridosso del lato nord dello stesso, creando una serie di agglomerati che si spingevano fino all'edificio del Podestà e della torre comunale citata in precedenza.
In questo modo, i proprietari delle botteghe artigiane erano costretti a contribuire alla manutenzione del palazzo.
Il crollo della torre nel 1680 con la distruzione del Palazzo del Podestà ed il danneggiamento di alcuni ambienti del Palazzo Comunale, portò al decadimento dell'edificio. L'ingente spesa che sarebbe occorsa per il restauro dell'edificio, spinse il consiglio comunale a tentare l'acquisto del più sontuoso Palazzo degli Spagnoli in corso Alfieri, posto in vendita dal marchese Asinari di San Marzano per 15.000 lire. Il fratello del Marchese, Cesare Teobaldo considerando la somma per l'immobile al disotto del suo reale valore, invalidò l'accordo con il Comune e citò il fratello in tribunale con una causa che si trascinò per molti anni.
Nel 1702, in attesa dell'esito della causa, nell'antico cortile della Curia comunale e nel sedime risultato dal crollo del Palazzo del Popolo fu costruita l'Alla nuova del Mercato, cioè una tettoia di coppi sorretta da pilastri di mattoni destinata ad ospitare parte delle bancarelle del mercato.
A partire dal 1704 la guerra con la Francia affossò la città e tutto il Piemonte in una recessione profonda. Il Comune abbandonò definitivamente l'idea dell'acquisto del palazzo Asinari e nel 1726 il sindaco ed i suoi decurioni eseguirono un primo sopralluogo per ampliare e ristrutturare l'antico palazzo comunale.

## L'intervento di Benedetto Alfieri

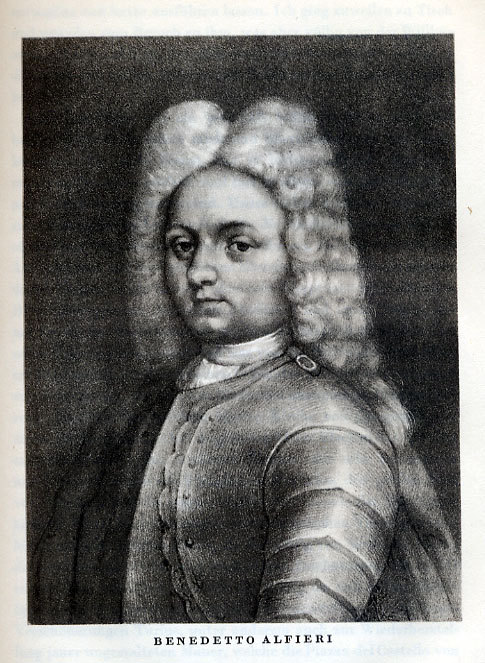
Benedetto Alfieri

Benedetto Alfieri decurione della città consigliere e poi sindaco dal 1726 al 1730, fu incaricato di questo ampliamento. Zio di Vittorio Alfieri, Benedetto laureatosi in giurisprudenza, parallelamente compì studi ed approfondimenti come autodidatta, in architettura.
Il 27 settembre 1740, con un preventivo di 2750 lire il conte Alfieri presentò il progetto per lo "scalone" con quattro rampe del nuovo Palazzo di Città. I lavori furono affidati al capomastro Mantigassa.
Al piano superiore oltre a locali di rappresentanza ed amministrativi furono realizzati spazi da affittare ai negozianti, mentre attigua alla casa canonica rimaneva l'"Ala"per il bestiame.
Il conte intervenne anche nella ristrutturazione della facciata del palazzo: è costituita da tre aperture con il blocco centrale prevalente ed elementi decorativi in netto rilievo, è fredda e rigorosa, tipica dello stile dei paesi nordici, austriaci e bavaresi ed insolita nelle architetture dell'Alfieri.
Al contrario i timpani delle finestre con la loro chiave di volta a mensola provvista di gocciolatoio, sono rappresentativi dello stile alfieriano.

## Completamento del palazzo
L'edificio venne concluso nel 1741. La decorazione dello scalone avvenne nel XX secolo ad opera di Ottavio Baussano: i quattro medaglioni inseriti fra le riquadrature del soffitto raffigurano quattro personaggi illustri della città:
- l'architetto Benedetto Alfieri,
- il commediografo Giovan Giorgio Alione,
- l'ebanista Giuseppe Maria Bonzanigo,
- l'ingegnere matematico Alberto Castigliano,

Inoltre alle pareti dello scalone il Baussano eseguì una riproduzione della carta di Asti tratta dal Theatrum Sabaudie del 1682, la pianta della città del 1929 e la rappresentazione della città nel XVII secolo riproducente l'antico percorso del Palio alla lunga.
All'interno del palazzo, nel salone dei ricevimenti, il soffitto è affrescato da Paolo Arri, autore anche di pregevoli ritratti fra cui quello di Angelo Brofferio e Vincenzo Gioberti (nella sala Commissioni).
Sono presenti alcuni dipinti di rilievo:
- Assuero ed Ester, olio su tela, attribuito a Oddone Pascale,
- Mosè fa scaturire l'acqua dalla rupe, olio di Gioacchino Assereto
- Ritratto di Niccola Gabiani, dipinto di Anacleto Laretto

Nell'atrio di ingresso si conserva la pietra di paragone per le misure lineari dei mattoni e dei coppi, in uso sul mercato astigiano fino al tardo medioevo.

## Galleria d'immagini

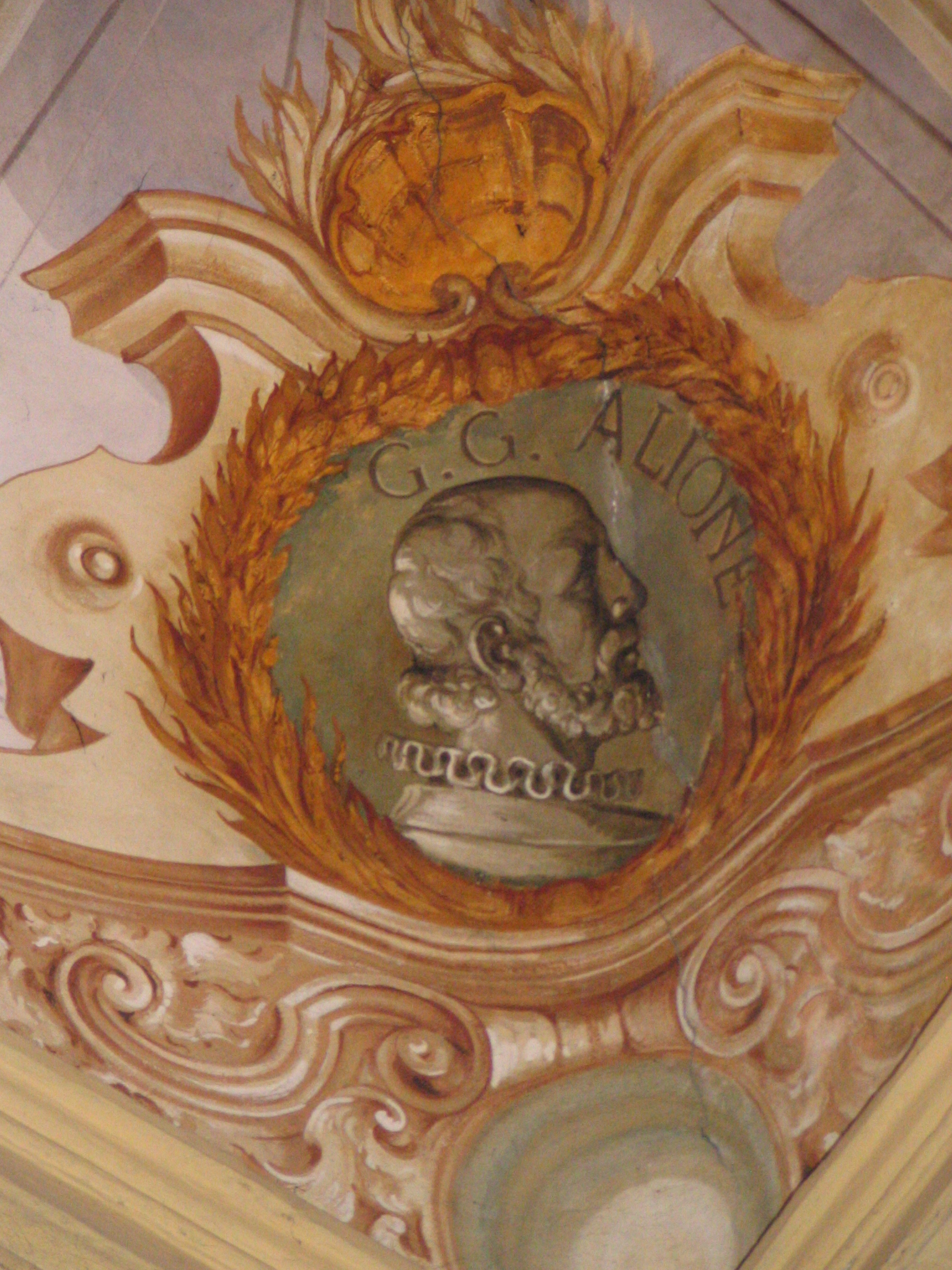
Salone degli astigiani illustri, Giovan Giorgio Alione, opera di Ottavio Baussano
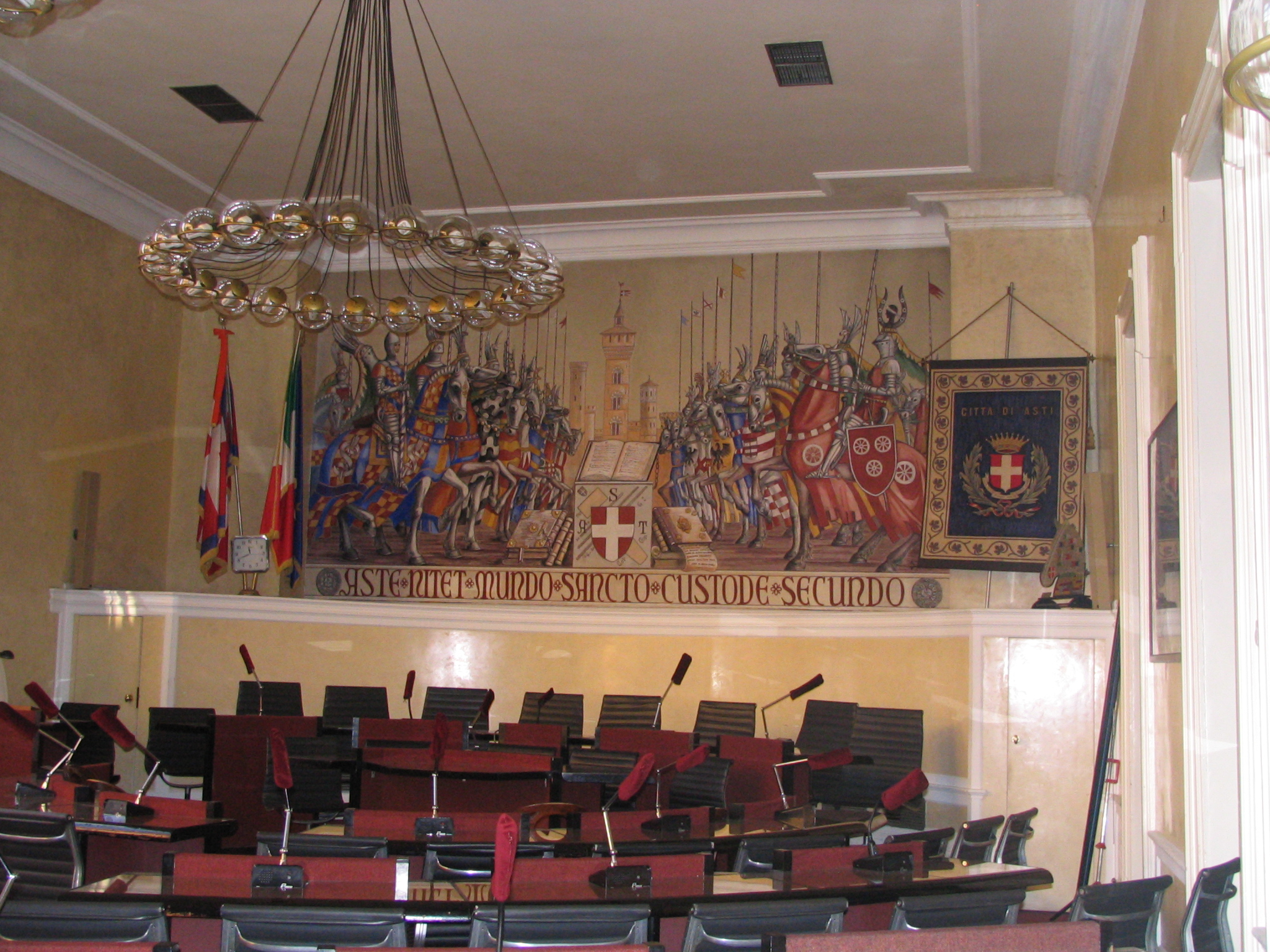
Sala consigliare
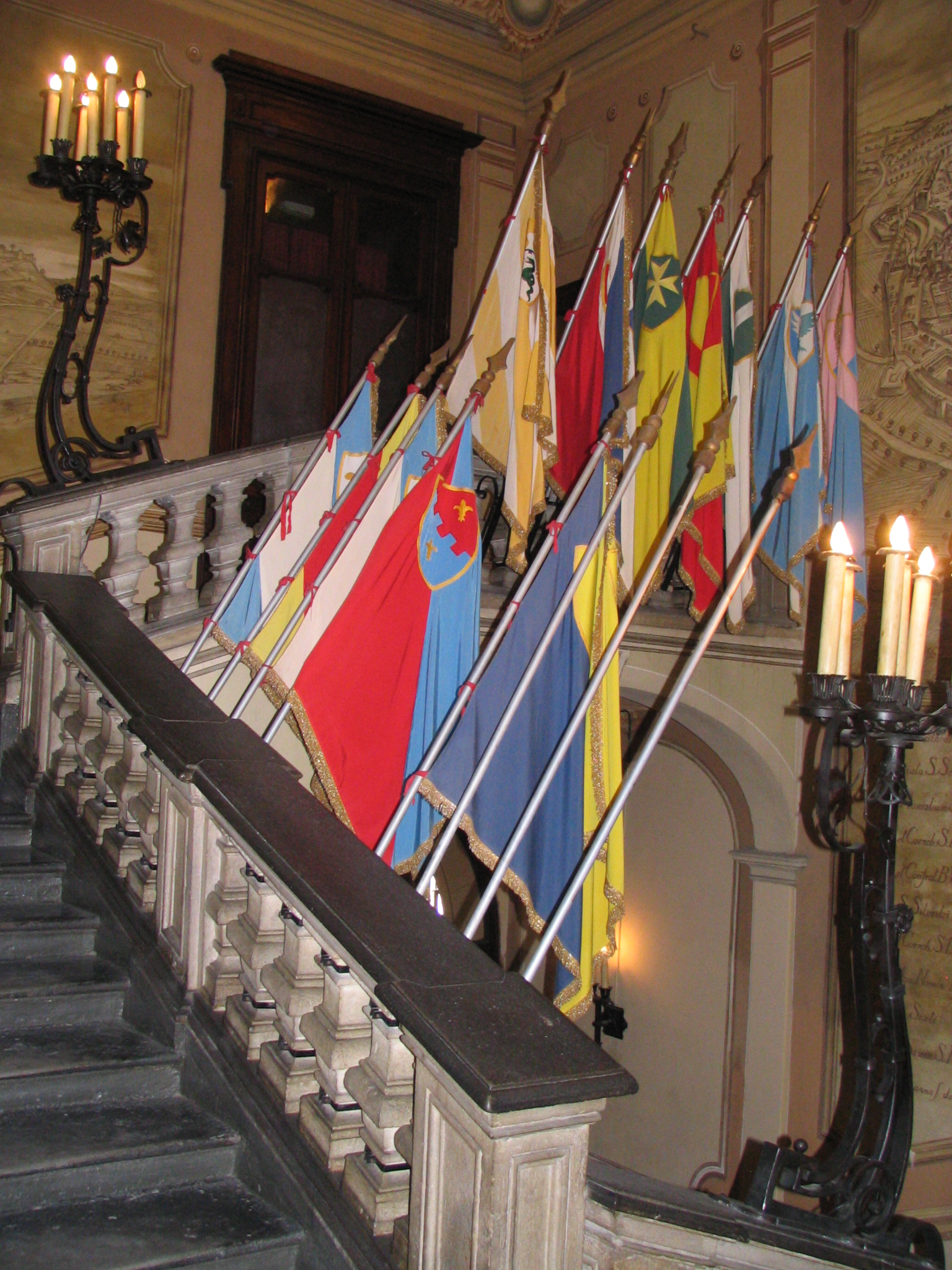
Scalone di Benedetto Alfieri con le bandiere dei partecipanti al Palio di Asti
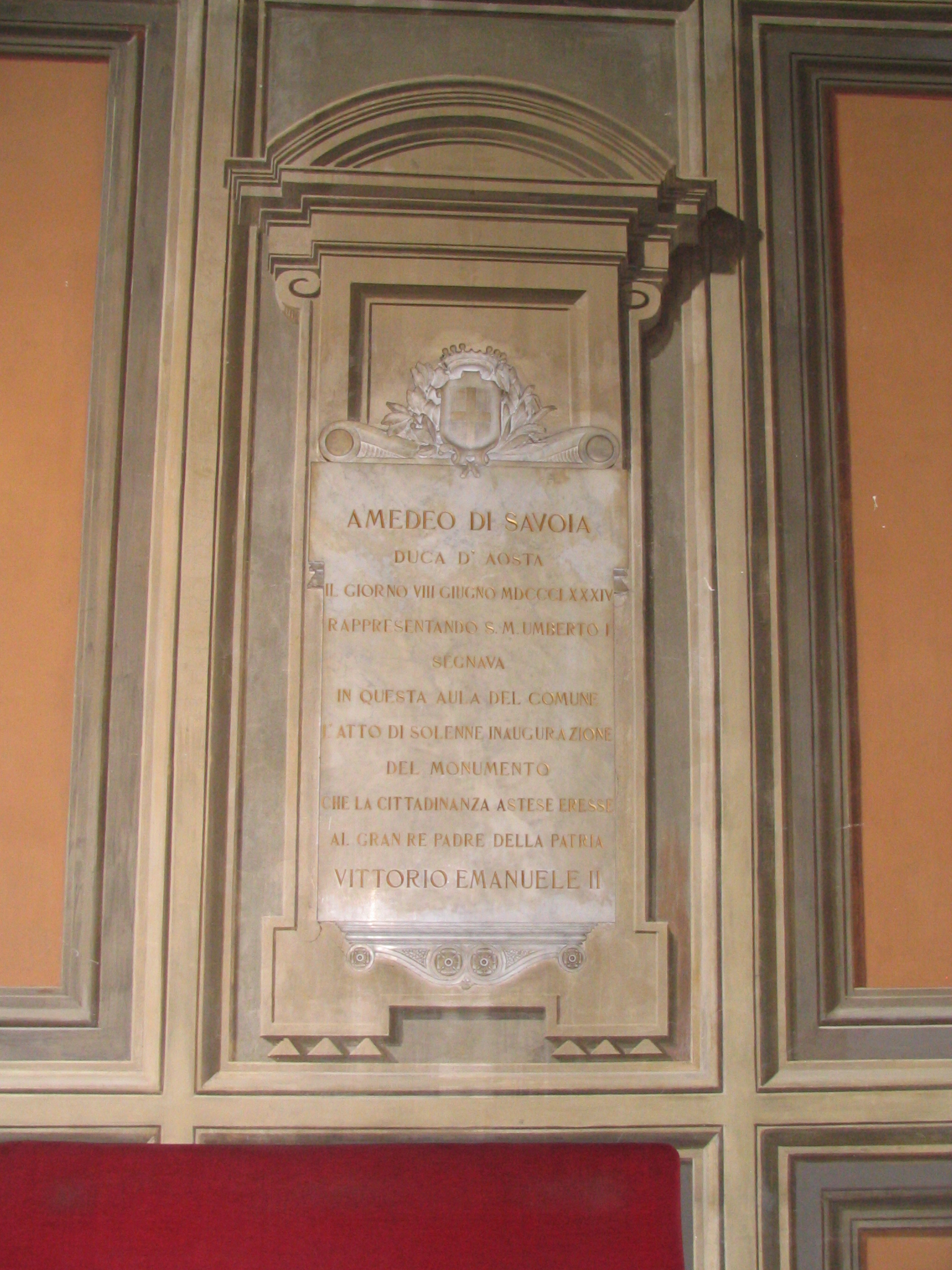
Targa commemorativa della visita di Amedeo di Savoia
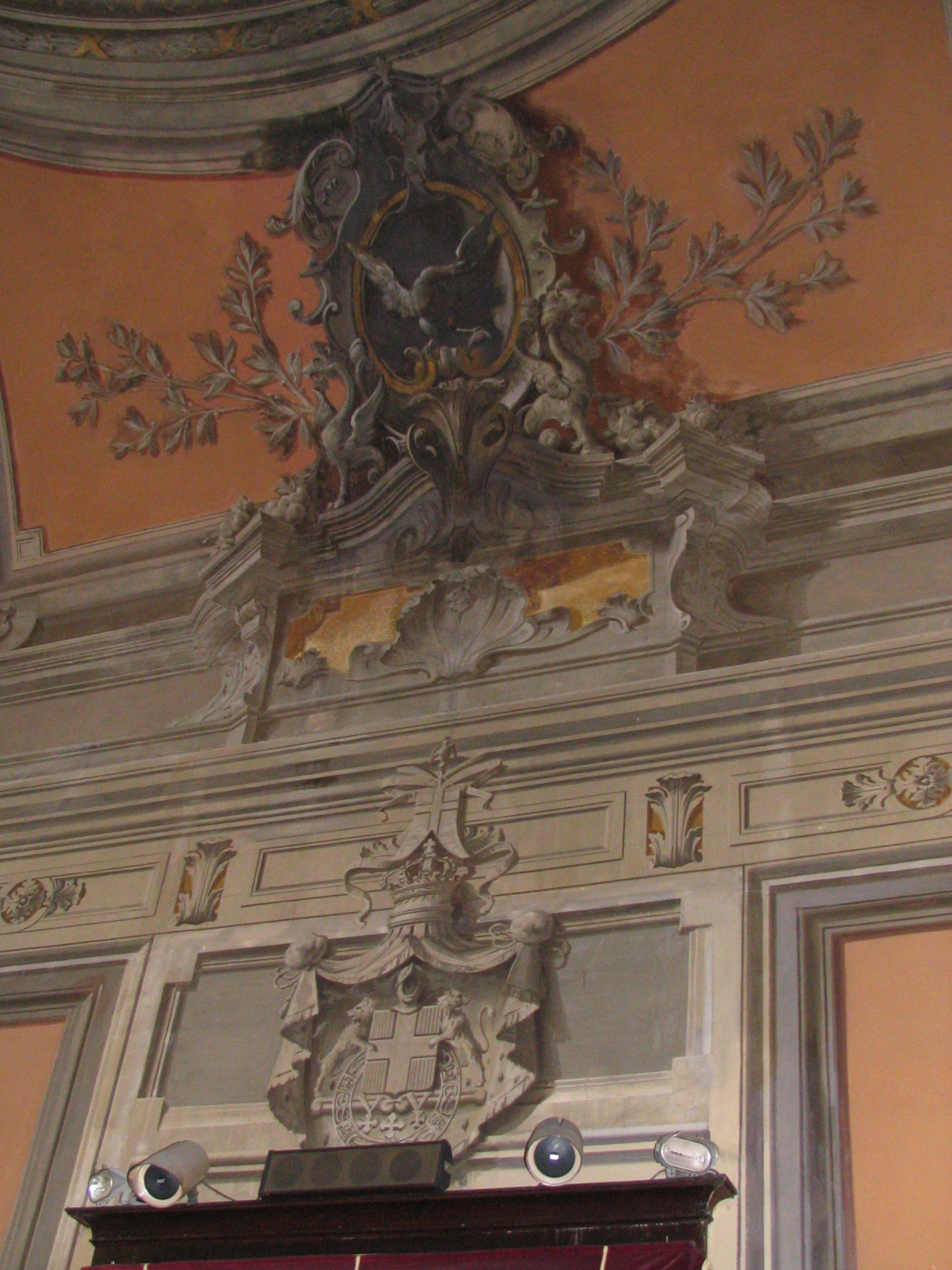
Particolare
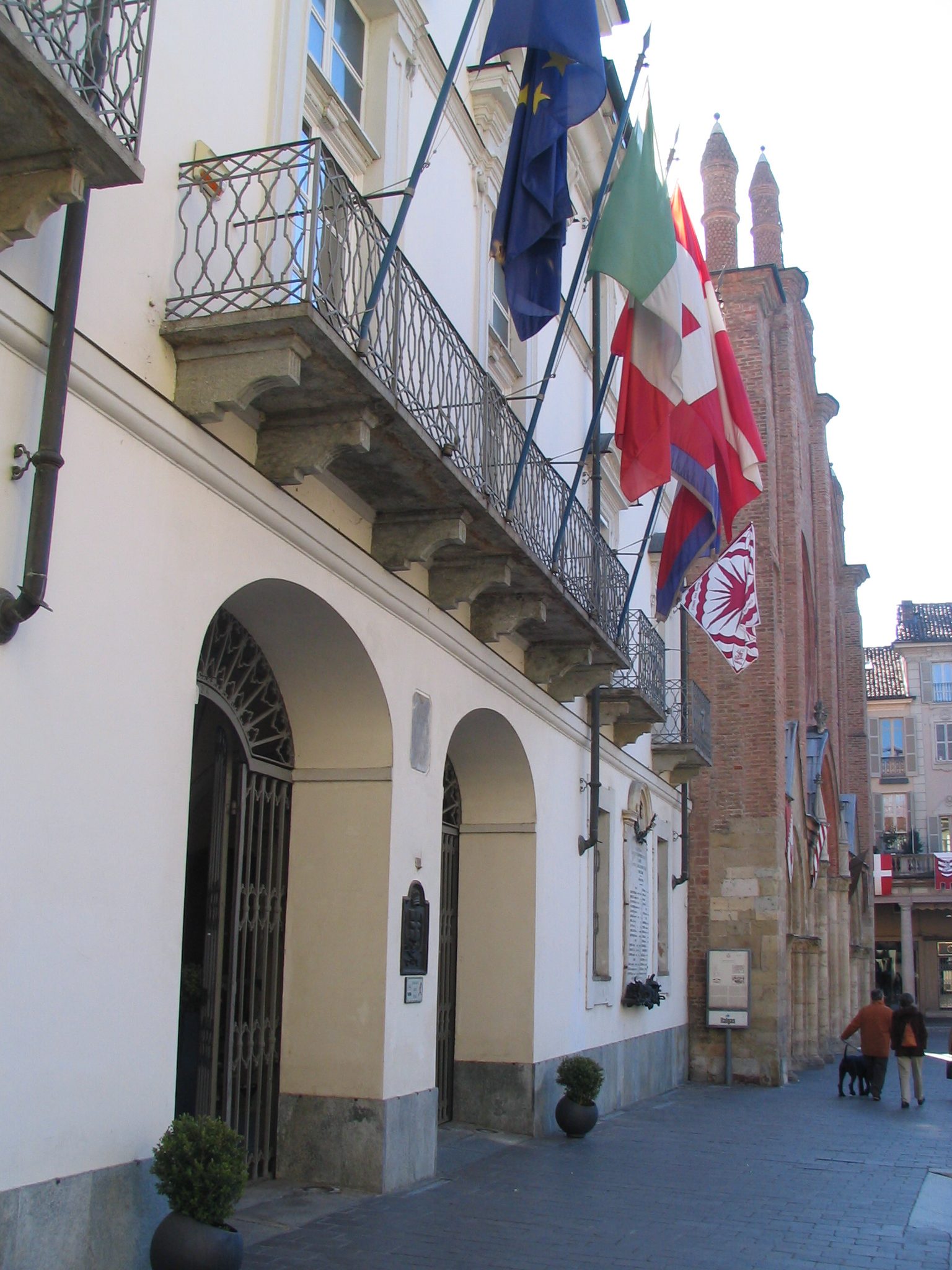
Facciata, lato nord
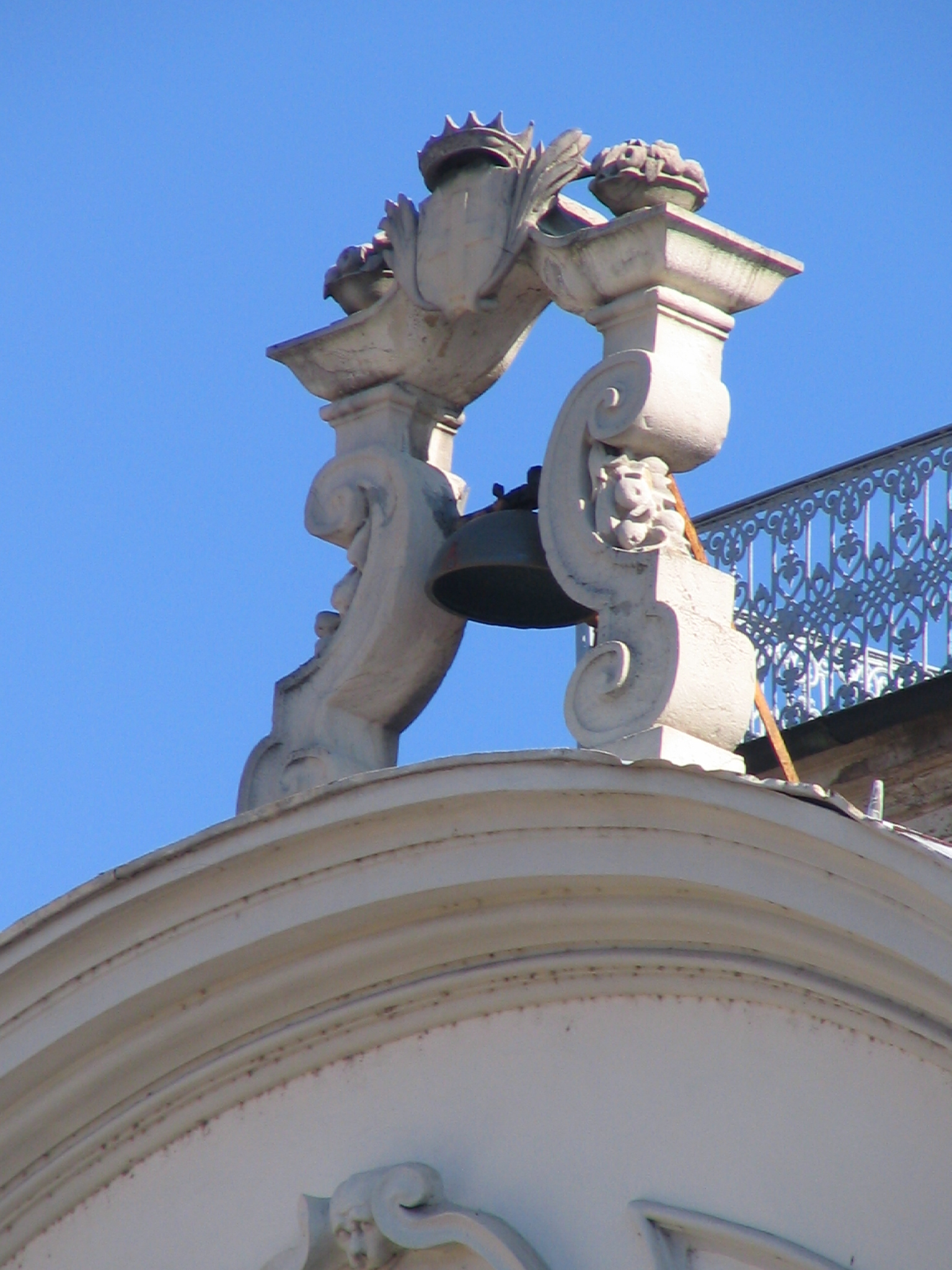
Particolare
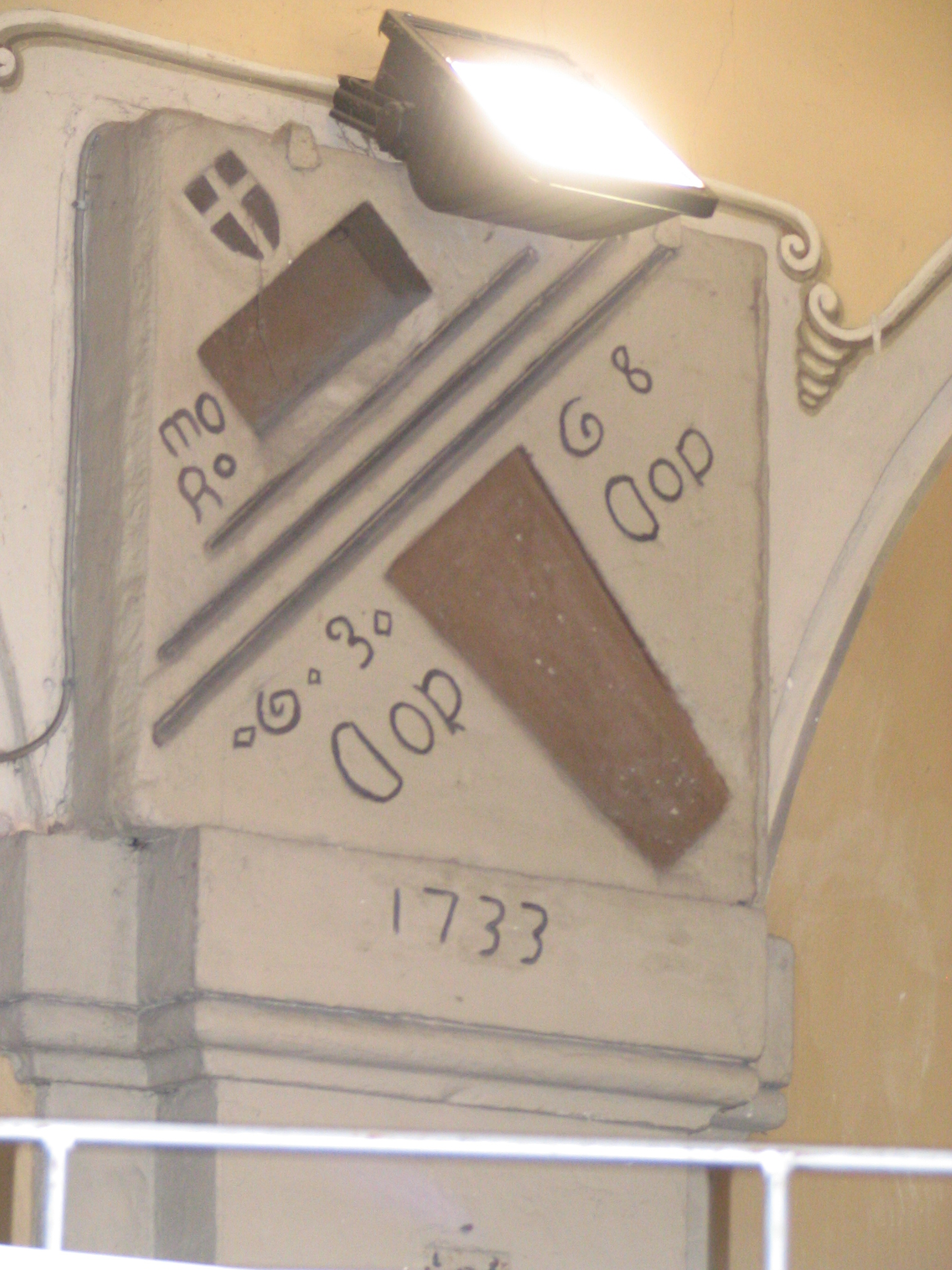
Androne del palazzo, antiche misure astesi